# 8 مايو
- السبت
- الأحد
- الاثنين
- الثلاثاء
- الأربعاء
- الخميس
- الجمعة

- 2628 شوال 1446  هـ
- 2729 شوال 1446  هـ
- 2830 شوال 1446  هـ
- 291 ذو القعدة 1446  هـ
- 302 ذو القعدة 1446  هـ
- 13 ذو القعدة 1446  هـ
- 24 ذو القعدة 1446  هـ
- 35 ذو القعدة 1446  هـ
- 46 ذو القعدة 1446  هـ
- 57 ذو القعدة 1446  هـ
- 68 ذو القعدة 1446  هـ
- 79 ذو القعدة 1446  هـ
- 810 ذو القعدة 1446  هـ
- 911 ذو القعدة 1446  هـ
- 1012 ذو القعدة 1446  هـ
- 1113 ذو القعدة 1446  هـ
- 1214 ذو القعدة 1446  هـ
- 1315 ذو القعدة 1446  هـ
- 1416 ذو القعدة 1446  هـ
- 1517 ذو القعدة 1446  هـ
- 1618 ذو القعدة 1446  هـ
- 1719 ذو القعدة 1446  هـ
- 1820 ذو القعدة 1446  هـ
- 1921 ذو القعدة 1446  هـ
- 2022 ذو القعدة 1446  هـ
- 2123 ذو القعدة 1446  هـ
- 2224 ذو القعدة 1446  هـ
- 2325 ذو القعدة 1446  هـ
- 2426 ذو القعدة 1446  هـ
- 2527 ذو القعدة 1446  هـ
- 2628 ذو القعدة 1446  هـ
- 2729 ذو القعدة 1446  هـ
- 281 ذو الحجة 1446  هـ
- 292 ذو الحجة 1446  هـ
- 303 ذو الحجة 1446  هـ
- 314 ذو الحجة 1446  هـ
- 15 ذو الحجة 1446  هـ
- 26 ذو الحجة 1446  هـ
- 37 ذو الحجة 1446  هـ
- 48 ذو الحجة 1446  هـ
- 59 ذو الحجة 1446  هـ
- 610 ذو الحجة 1446  هـ

8 مايو أو 8 أيَّار أو 8 مايس أو 8 نوَّار أو يوم 8 \ 5 (اليوم الثامن من الشهر الخامس) هو اليوم الثامن والعشرون بعد المئة (128) من السنوات البسيطة، أو اليوم التاسع والعشرون بعد المئة (129) من السنوات الكبيسة وفقًا للتقويم الميلادي الغربي (الغريغوري). يبقى بعده 237 يوما لانتهاء السنة.

## أحداث
- 1879 - المخترع الأمريكي «جورج سيلدين» يتقدم بطلب للحصول على براءة اختراع أول سيارة تسير بالبنزين.
- 1896 - اغتيال مبارك الصباح لأخيه الحاكم محمد بن صباح الصباح، واستيلاء مبارك الصباح على الكويت.
- 1914 - تأسيس شركة أفلام باراماونت للإنتاج السينمائي.
- 1918 - نيكاراغوا تعلن الحرب على النمسا والمجر وألمانيا أبان الحرب العالمية الأولى.
- 1921 - إلغاء عقوبة الإعدام في السويد.
- 1936 - فرنسا تصدر قرارًا تعتبر فيه اللغة العربية لغة أجنبية في الجزائر.
- 1937 - تأسيس نادي الوداد الرياضي في المغرب.
- 1945 - وقوع مجازر كبيرة في الجزائر راح ضحيتها حوالي 45000 قتيل وذلك بعد خروج الجزائريين في مظاهرات يطالبون فيها فرنسا بالوفاء بعهدها المتمثل في إعطائهم الاستقلال عند نهاية الحرب العالمية الثانية وهو ما عرف باسم مجازر 8 ماي 1945.
- 1951 - إقرار عودة اليابان إلى الأولمبياد.
- 1967 - تقديم الملاكم محمد علي كلاي للمحاكمة بتهمة التهرب من أداء الخدمة العسكرية في الجيش الأمريكي الذي كان يخوض حربًا في فيتنام.
- 1968 - وزارة الصحة اليابانية تعلن أن مرض إتاي إتاي الذي ظهر في محافظة توياما هو وباء.
- 1976 - انتخاب إلياس سركيس رئيسًا للجمهورية اللبنانية خلفًا للرئيس سليمان فرنجية وذلك قبل أربع شهور من نهاية ولايته على أن يتسلم الرئاسة بعد نهاية ولاية الرئيس فرنجيّة.
- 1984 -
  - الاتحاد السوفيتي يعلن مقاطعته للألعاب الأولمبية الصيفية المقامة في مدينة لوس أنجلوس.
  - الزعيم الليبي معمر القذافي يتعرض لمحاولة اغتيال فاشله.
- 2004 - السلطات الألمانية تلقي القبض على طالب يبلغ من العمر 18 سنة يعتقد أنه المتسبب في إطلاق فيروس «ساسر» الذي عطل ما لا يقل عن 18 مليون جهاز كمبيوتر.
- 2008 - البرلمان الروسي يوافق على تعيين الرئيس الأسبق فلاديمير بوتين رئيسًا للوزراء.
- 2014 - تفجير بناء فندق الكارلتون الأثري في حلب القديمة من قبل مقاتلي المعارضة السورية عبر نفق مفخخ حفر تحته، بدعوى أن الفندق كان يستخدم كمقر لعمليات الجيش السوري.
- 2018 -
  - فوز تحالف مهاتير محمد في الانتخابات العامة في ماليزيا بأغلبية 125 مقعد ليصبح رئيساً للوزراء للمرة الثانية.
  - الرئيس الأمريكي دونالد ترامب يُعلن انسحاب بلاده من الاتفاق النووي المُبرم مع إيران مُنذُ 2 نيسان 2015.
- 2021 - مقتل 68 وإصابة 165 أغلبهم من الطالبات دون سن الثامنة عشرة في تفجيرات مدرسة طالبات في كابل بأفغانستان.
- 2022 - حزب شين فين برئاسة ميشيل أونيل يتصدر نتائج انتخابات جمعية أيرلندا الشمالية، وهي المرة الأولى التي يفوز بها حزب قومي بأكبر عدد من المقاعد.
- 2025 - انتخاب الكردينال الأمريكي روبرت فرنسيس بريفوست حبرًا أعظمَ للكنيسة الكاثوليكية باسم لاون الرابع عشر خلفًا للبابا فرنسيس.

## مواليد
- 1828 -
  - جان هنري دونانت، رجل أعمال سويسري ومؤسس الصليب الأحمر حاصل على جائزة نوبل للسلام عام 1901.
  - مار شربل، قديس لبناني.
- 1884 - هاري ترومان، رئيس الولايات المتحدة الثالث والثلاثون.
- 1893 - فرانسيس أويمت، لاعب غولف أمريكي.
- 1899 - فريدريش فون هايك، اقتصادي نمساوي / بريطاني حاصل على جائزة نوبل في العلوم الاقتصادية عام 1974.
- 1902 - أندريه لووف، عالم أحياء دقيقة فرنسي حاصل على جائزة نوبل في الطب عام 1965.
- 1906 - روبرتو روسيليني، مخرج إيطالي.
- 1916 - جواو هافيلانج، رئيس أسبق للاتحاد الدولي لكرة القدم.
- 1934 - زين العشماوي، ممثل مصري.
- 1935 - جاك تشارلتون، لاعب ومدرب كرة قدم إنجليزي.
- 1939 - جان عبيد، سياسي لبناني.
- 1942 - تيري نيل، لاعب مدرب كرة قدم أيرلندي شمالي.
- 1945 - منى إبراهيم، ممثلة مصرية.
- 1947 - روبرت هورفيتز، عالم بيولوجي أمريكي حاصل على جائزة نوبل في الطب عام 2002.
- 1950 - عبد الهادي صباغ، ممثل سوري.
- 1955 - ملس زيناوي، رئيس وزراء إثيوبيا.
- 1960 - فرانكو باريزي، لاعب ومدرب كرة قدم إيطالي.
- 1962 - ماساكي تيراسوما، ممثل أداء صوتي ياباني.
- 1965 - كيجي اينافون، مصمم ومنتج ياباني.
- 1966 - كلاوديو تافاريل، حارس مرمى كرة قدم برازيلي.
- 1970 - لويس أنريكه، لاعب كرة قدم إسباني.
- 1971 - تشاك هيوبر، ممثل أداء صوتي أمريكي.
- 1975 - إنريكي إغليسياس، مغني إسباني.
- 1978 - لوسيو، لاعب كرة قدم برازيلي.
- 1980 - تاكانوري هوشينو، ممثل أداء صوتي ياباني.
- 1981 - أندريا بارزالي، لاعب كرة قدم إيطالي.
- 1985 - سوما، مغنية وممثلة مصرية.
- 1987 - ناصر بن حمد آل خليفة، قائد الحرس الملكي البحريني ورئيس المجلس الأعلى للشباب والرياضة ورئيس اللجنة الأولمبية البحرينية.
- 1996 - سيكس ناين، مُغني راب أمريكي.
- 2003 - الحسن بن محمد، ولي عهد المغرب.

## وفيات
- 1462 - إبراهيم بن محمد التازي، متصوف وشاعر مغاربي.
- 1773 - علي بك الكبير، سلطان مصر المملوكي.
- 1794 - أنطوان لافوازييه، عالم كيمياء فرنسي.
- 1819 - كاميهاميها الأول، ملك مملكة هاواي.
- 1822 - جون ستارك، جندي أمريكي في حرب الاستقلال.
- 1873 - جون ستيوارت ميل، فيلسوف واقتصادي إنجليزي.
- 1880 - جوستاف فلوبير، كاتب فرنسي.
- 1903 - بول غوغان، رسام فرنسي.
- 1936 - أوسفالد شبينغلر، مؤرخ وفيلسوف ألماني.
- 1983 - جون فانتي، روائي أمريكي.
- 1987 - محمد علي حمادة، سياسي ودبلوماسي وصحفي لبناني.
- 1997 - سليم البصري، ممثل عراقي.
- 2001 - لولا صدقي، ممثلة مصرية.
- 2002 - أحمد مظهر، ممثل مصري.
- 2007 - عبد الله الفيصل آل سعود، شاعر وأديب سعودي.
- 2011 - فيصل مولوي، داعية إسلامي ومفكر لبناني.
- 2012 - موريس سينداك، كاتب أدب أطفال أمريكي.
- 2020 - طلعت مسلم، عسكري وخبير استراتيجي مصري.

## أعياد ومناسبات
- مناسبة للتذكر والمصالحة إجلالا لذكرى جميع ضحايا الحرب العالمية الثانية
- يوم النصر في أوروبا.
- عيد الأب في كوريا الجنوبية.

## وصلات خارجية
- وكالة الأنباء القطريَّة: حدث في مثل هذا اليوم.
- النيويورك تايمز: حدث في مثل هذا اليوم.
- BBC: حدث في مثل هذا اليوم.